# 기간토피스
기간토피스(Gigantophis)는 신생대 에오세에 살았던 뱀이다. 속명의 뜻은 '거대한 뱀'을 의미한다.

## 발견
기간토피스의 화석은 1901년 고생물학자 찰스 윌리엄 앤드류스에 의해 이집트에서 발견되었다. 발견 이후 티타노보아가 발견되기 전까지는 기간토피스가 지금까지 살았던 뱀 중 가장 큰 뱀으로 여겨졌었다.

## 특징
주로 맹그로브가 우거진 해안 지역에서 대형 포유류들을 먹었을 것으로 추정된다. 당시 그 지역에 서식한 육상 동물들 중 가장 크고 긴 몸(9.3 ~ 10.7 m (30.5 ~ 35.1 ft))을 지녔었는데, 이는 현대 코끼리의 조상을 휘감고 강력한 힘으로 뼈를 으스러뜨린 뒤 잡아먹을 수 있는 정도였다.